# Чарка
Ча́рка (ча́ра) — сосуд для питья крепких напитков. Малая чара (ча́рочка) иногда имеет поддон или шаровидную ножку.
Также чарка — русская единица измерения объёма жидкости, применявшаяся до введения метрической системы мер и иначе называвшаяся «соткой». 1 чарка = 1/100 ведра = 2 шкаликам. В пересчёте на метрическую систему 1 чарка = 0,12299 литра. Пара чарок составляют четушку (чекушку).

## История
Многообразные формы чар и чарок, украшавшиеся чернью, эмалями или чеканкой, были характерны для русского быта XVII—XVIII веков.
Самая древняя чарка, представленная в Оружейной палате, датирована 1515 годом.
Для царствующих особ при изготовлении чарок могли использовать экзотические для России материалы, например, перламутр.
Слово пришло из турецкого языка.

## Галерея
- Чарка Владимира Давыдовича
- Чарка выточена собственноручно Петром I из орехового капа, в 1709 году, и подарена им М. П. Гагарину, который заказал для неё оправу
- Чарки с жетонами на коронацию Анны Иоанновны (1730 год), на мир с Турцией (1739 год), на смерть Анны Иоанновны (1740 год). Россия, 1730—1740 годы. Серебро, ГИМ